# District de Bayi
Pour les articles homonymes, voir Bayi.
Le district (Chine) de Bayi (chinois : 巴宜区 ; pinyin : bāyí qū ; tibétain : བྲག་ཡིབ་གྲོང་ཆུས།, Wylie : brag yib chus) est un district administratif de la région autonome du Tibet en Chine. La ville de Bayi (八一镇 Bāyī Zhèn), chef-lieu du District, est le centre administratif de la Ville-préfecture de Nyingchi.

## Démographie
La population du district était de 28 801 habitants en 1999.
La ville de Bayi comptait 24 367 habitants en 2000.

## Ville de Bayi

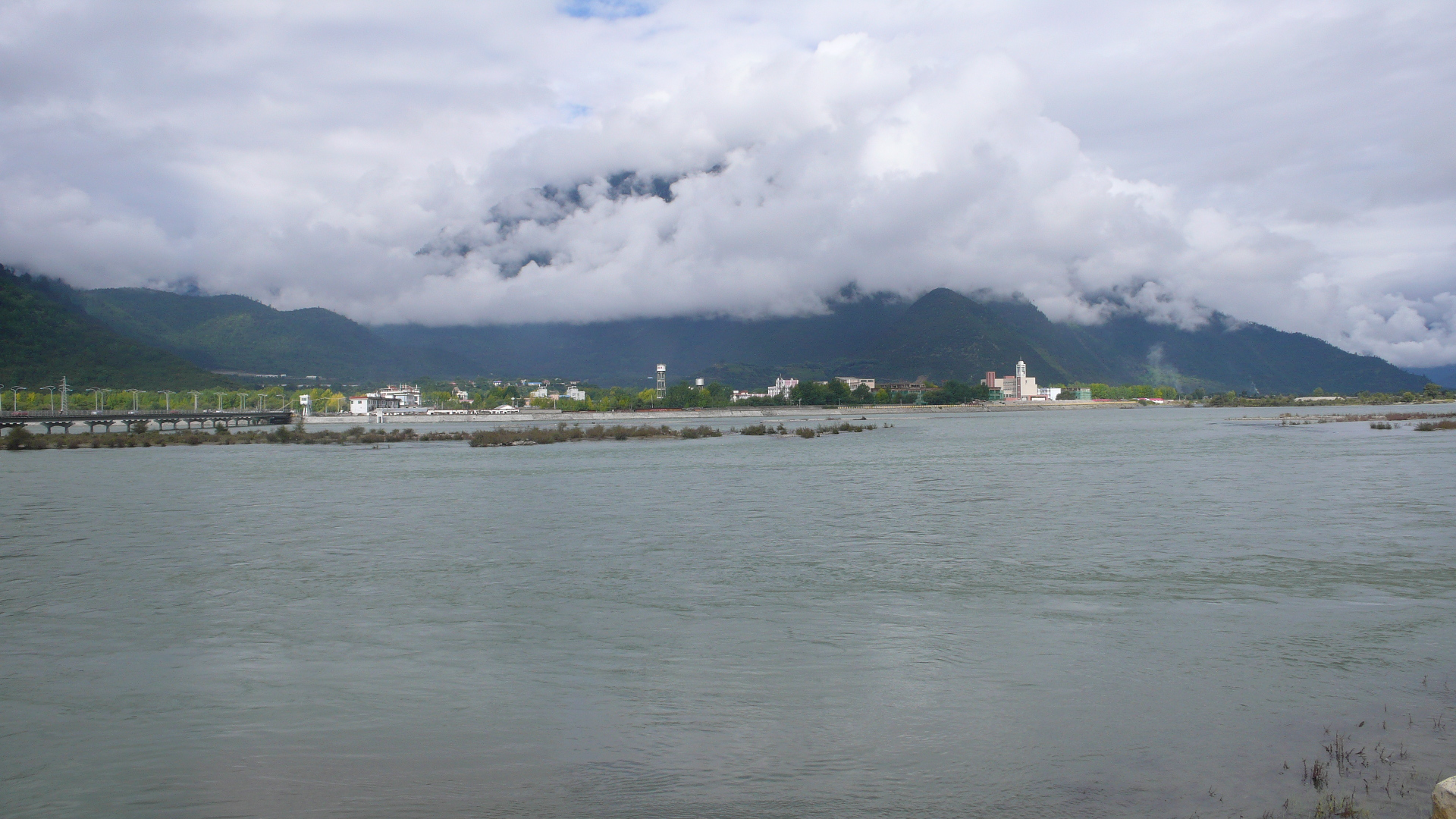
Bayi depuis la rivière Nyang

La ville de Bayi a été fondée dans les années 1950 par un détachement militaire chinois. Son ancien nom de Lhabagar a été remplacé dans les années 1960 par celui de Bayi (八一), signifiant « premier août », en hommage à l'armée populaire de libération (créée le 1er août 1927). Elle est située sur le plateau de Qinghai, à une altitude, modérée pour le plateau tibétain, de 2 900 mètres, sur les rives de la Nyang Chu, principal affluent du Yarlung Zangbo (cours supérieur du Brahmapoutre), à une trentaine de kilomètres de son confluent avec celui-ci.
Les infrastructures, l'éducation, le système de santé et l'immobilier de la ville ont été produits avec l'aide technique et financière des provinces côtières de Chine, du Guangdong et du Fujian, forts de leur développement économique international. L'architecture des nouvelles constructions est un mélange d'immeubles de bureau et de centres commerciaux modernes dans un style international et d'habitations modernes dans un style plus proche des constructions traditionnelles tibétaines.
En dehors de son rôle de centre administratif, ses activités principales sont le textile, l'énergie électrique, le bois, les matériaux de construction, le papier et l'imprimerie. On y trouve un des principaux établissements d'enseignement technique du Tibet ainsi que l'Institut d'écologie du Plateau.

### Sources
- (en) « Bayi Town by the Nyang River », China Tibet Information Center (consulté le 19 août 2007)
- (en) « The Nyangchu Valley », China Tibet Information Center (consulté le 19 août 2007)